# Flor de Barcelona

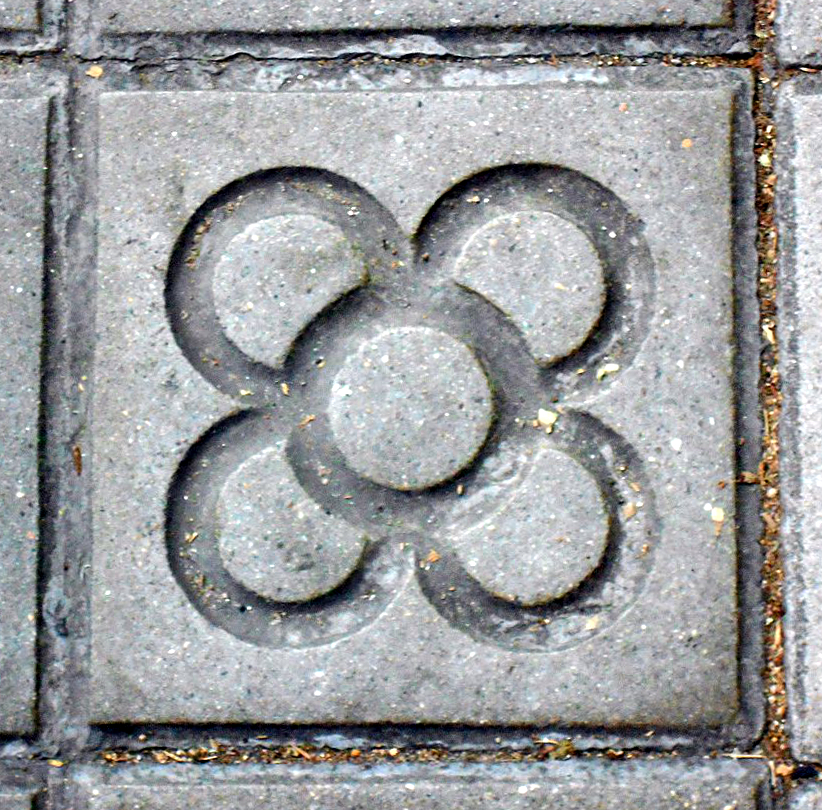
Panot «flor de Barcelona».

La flor de Barcelona o rosa de Barcelona és un tipus de panot el disseny del qual durant un temps es va atribuir a Josep Puig i Cadafalch, que l'hauria ideat per al vestíbul de la casa Amatller, i posteriorment l'Ajuntament l'hauria emprat per pavimentar les voreres de nombrosos carrers de Barcelona, especialment a l'Eixample. Els panots de la ciutat estan inclosos a l'inventari dels Petits paisatges de Barcelona.

## Història i descripció
A finals del segle xix, especialment pel desenvolupament de l'Eixample, es va començar a urbanitzar els carrers de Barcelona amb voreres de panots i calçada de llambordes —substituïdes en els anys 1960 per asfalt. L'enginyer Josep M. Jordan investiga diferents possibilitats per als paviments, tenint en compte també el que s'havia fet en altres ciutats i proposa dos tipus de llambordes. Per als carrers de menys trànsit proposa que siguin llambordes fetes amb pedra de Montjuïc, que no serien molt dures, però serien les més econòmiques, per la proximitat del seu origen. La proposta per als carrers més transitats és que les llambordes siguin fetes amb com ara pòrfirs o granits estrangers, que són pedres més dures i resistents, però força més cares a causa de les despeses de transport des del lloc d'origen. Les mides serien com les de les llambordes que ja s'havien fet servir en altres punts de la ciutat:
Pel que fa a les voreres, Jordan és partidari de pavimentar-les amb lloses de pedra d'un gruix de 10 a 12 cm, però exposa també altres possibilitats més econòmiques, amb llosetes cuites, que són com una mena de gres o amb granit artificial. De fet, en l'última dècada del segle xix es van fer servir diversos materials per pavimentar les voreres de l'Eixample: des de pedra natural, ciment o asfalt fins a llambordes o rajoles, però moltes voreres continuen sense pavimentar encara a començament del segle xx i xoca que en la part moderna de la ciutat, amb carrers amplis i nous edificis, quan plou una mica estigui tot ple de fang. D'aquí sembla que vindria l'expressió «Can Fanga» per referir-se a la ciutat de Barcelona.

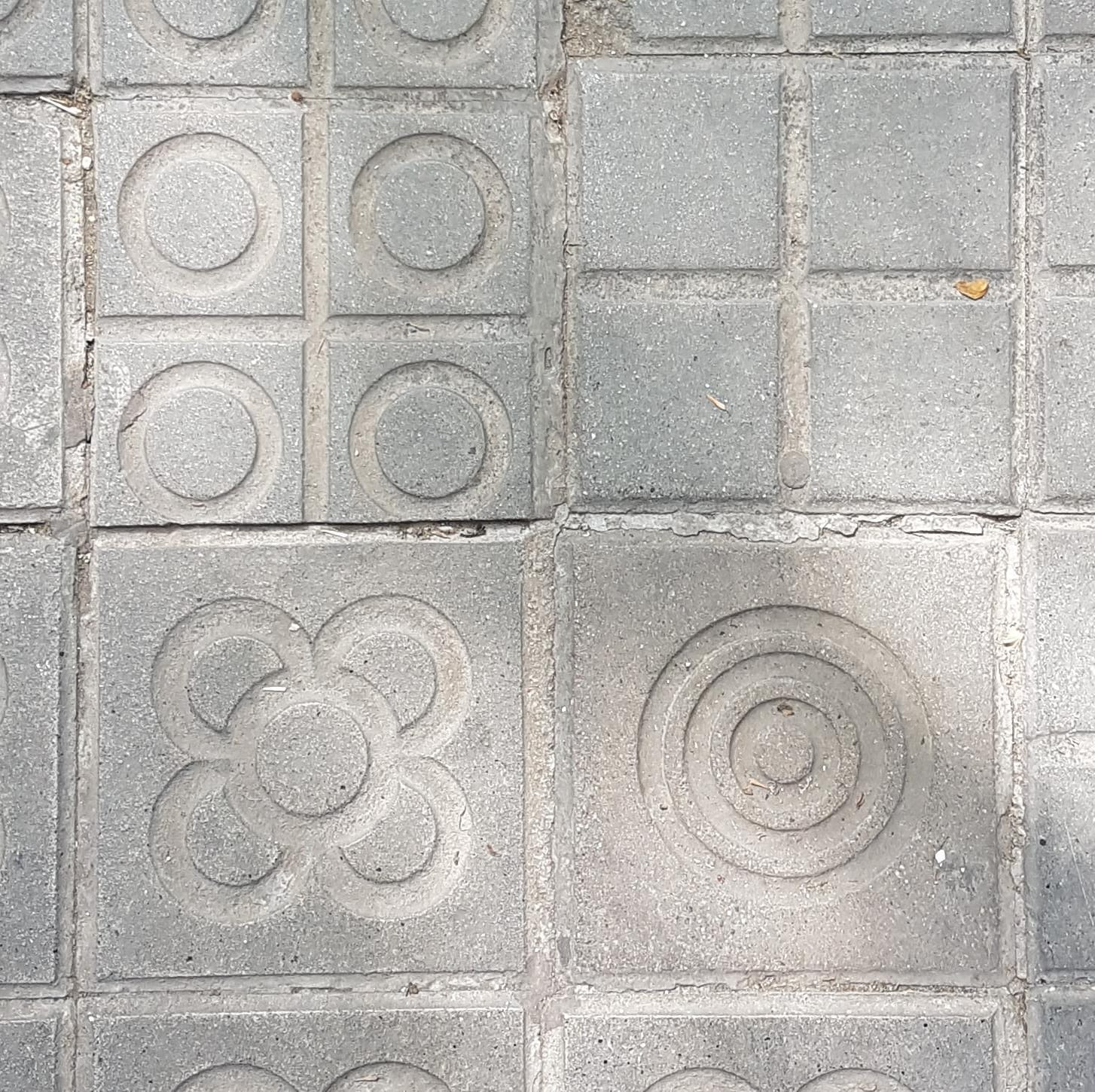
4 panots diferents en una vorera de l'Eixample de Barcelona

El 1906 l'Ajuntament decideix unificar el material de pavimentació de les voreres de l'Eixample per millorar-ne l'aspecte i es decideix que estiguin pavimentades amb ciment, perquè era un material que havia donat molt bon resultat en les voreres on ja s'havia implantat; però haurà de ser ciment Portland de primera qualitat i serà obligatori que estigui en forma de llosetes, com els que fabricaven empreses de mosaics hidràulics per a pavimentar magatzems, cotxeres, quadres o fins i tot algunes altres voreres. L'any següent l'Ajuntament fa una subhasta per adquirir 10.000 m² de llosetes que hauran de ser uns quadrats de 20 × 20 cm, d'un gruix de 4 cm i en cinc models diferents de dibuix, un dels quals és la flor. L'empresari que va guanyar la subhasta (Ramon Escobar) va traspassar-la a una societat que van formar altres tres empresaris (Petit, Escofet i Terrés) per poder dur a terme la fabricació de tantes llosetes.
La casa Escofet ja feia anys que fabricava llosetes de ciment Portland. El 1894 va dirigir una instància a la Comissió de l'Eixample en què demanava que els propietaris de les finques poguessin usar-les per pavimentar les voreres dels seus edificis, però abans d'aquell any ja n'havien posat en altres llocs de la ciutat. Aquesta empresa forma part del consorci que es va constituir per produir les llosetes dels cinc models aprovats per a les voreres de l'Eixample, però en els seus catàlegs, les llosetes que ara coneixem com a panots no apareixen fins al 1916.

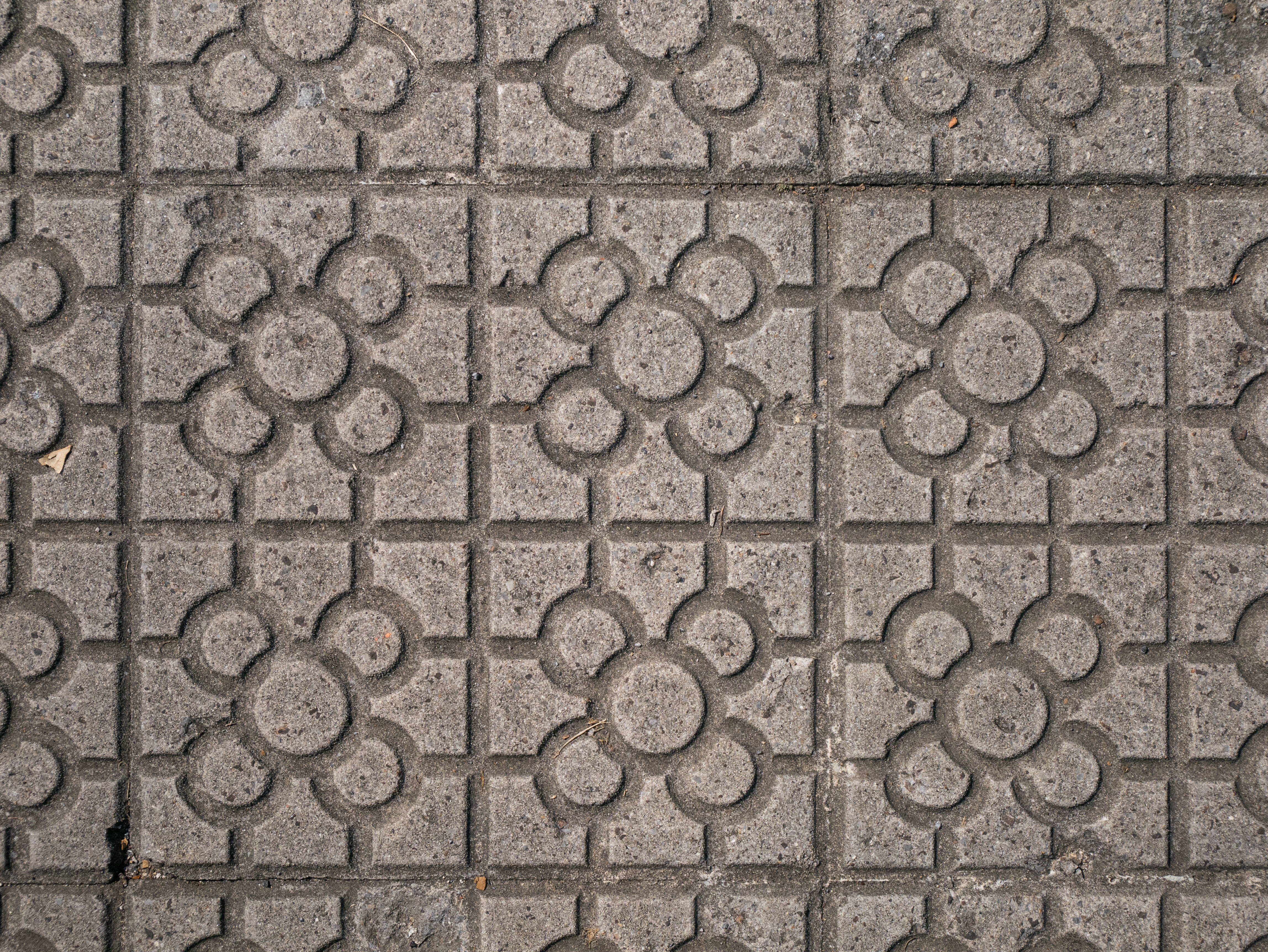
Baldosa de Bilbao

El panot amb la flor és una peça de ciment hidràulic (ciment Portland, sorra i aigua), de 20 × 20 cm, amb un gruix de 4 cm i un pes d'1,5 kg. A començament del segle xxi es va indicar que Puig i Cadafalch el va dissenyar per al pati de carruatges de la casa Amatller, i que si es veien diferents dels panots de flor actual era pel desgast que havien patit al llarg dels anys. Aquesta hipòtesi, però, va descartar-se quan es va restaurar l'edifici l'any 2013 i es va veure que el terra d'aquell patí no estava fet amb panots de ciment hidràulic, sinó amb blocs de pedra de Montjuïc d'una superfície de 40 × 80 cm i un gruix de 25 cm, en els quals s'havien cisellat les flors manualment i si havien fet també unes quadrícules de 20 × 20 cm, que els feia semblar llosetes. El dibuix que s'hi representa recorda la flor de l'ametller, que també apareix en com a element decoratiu en altres llocs de la casa i que habitual de l'arquitectura gòtica, en la qual es va inspirar Puig i Cadafalch. En aquestes flors, però el baix relleu és més acusat que en els panots del carrer, on només les línies que formen els cercles són en baix relleu.
Fins ara, ningú ha trobat dades que confirmin que Puig i Cadafalch hagi estat l'autor del disseny dels panots amb la flor per pavimentar les voreres de Barcelona, però tampoc no es pot descartar que el terra dissenyat per l'escultor per al pati de la Casa Amatller servís d'inspiració per al disseny dels panots.
Els panots de ciment hidràulic es van estendre per Barcelona, especialment a causa del seu preu, barat, i de la seva resistència. El de flor, amb el temps, es va convertir en el més característic de la ciutat, encara que potser el superi en fama el panot Gaudí, que, malgrat tot, només és al passeig de Gràcia. A causa de la seva fama, la flor de Barcelona es va incorporar com a disseny en tota mena d'objectes, com joies, bosses, recipients i, fins i tot, xocolates. L'Ajuntament el va usar també en el cartell de la campanya «Barcelona posa't guapa», de 1994 i com a símbol de l'Institut Municipal de Paisatge Urbà i la Qualitat de Vide, i en el cartell de les Festes de la Mercè de 2021, obra de Malika Favre.
La flor de Barcelona fou copiada per una rajola de paviment a Bilbao, on és coneguda com a «baldosa Bilbao».